# Etamin
Etamin (gamma Draconis) is de helderste ster in het sterrenbeeld Draak (Draco).
De ster staat ook bekend als Etanin, Eltanin, Rastaban (meer gangbaar voor beta Draconis), Rasaben en de "Zenith ster". Op de breedte +51° 29' 20" staat hij inderdaad dagelijks precies in het zenith. De termen Eltanin en Rastaban hebben beide een Arabische oorsprong en betekenen 'serpent' of 'draak'.